# 中將姬

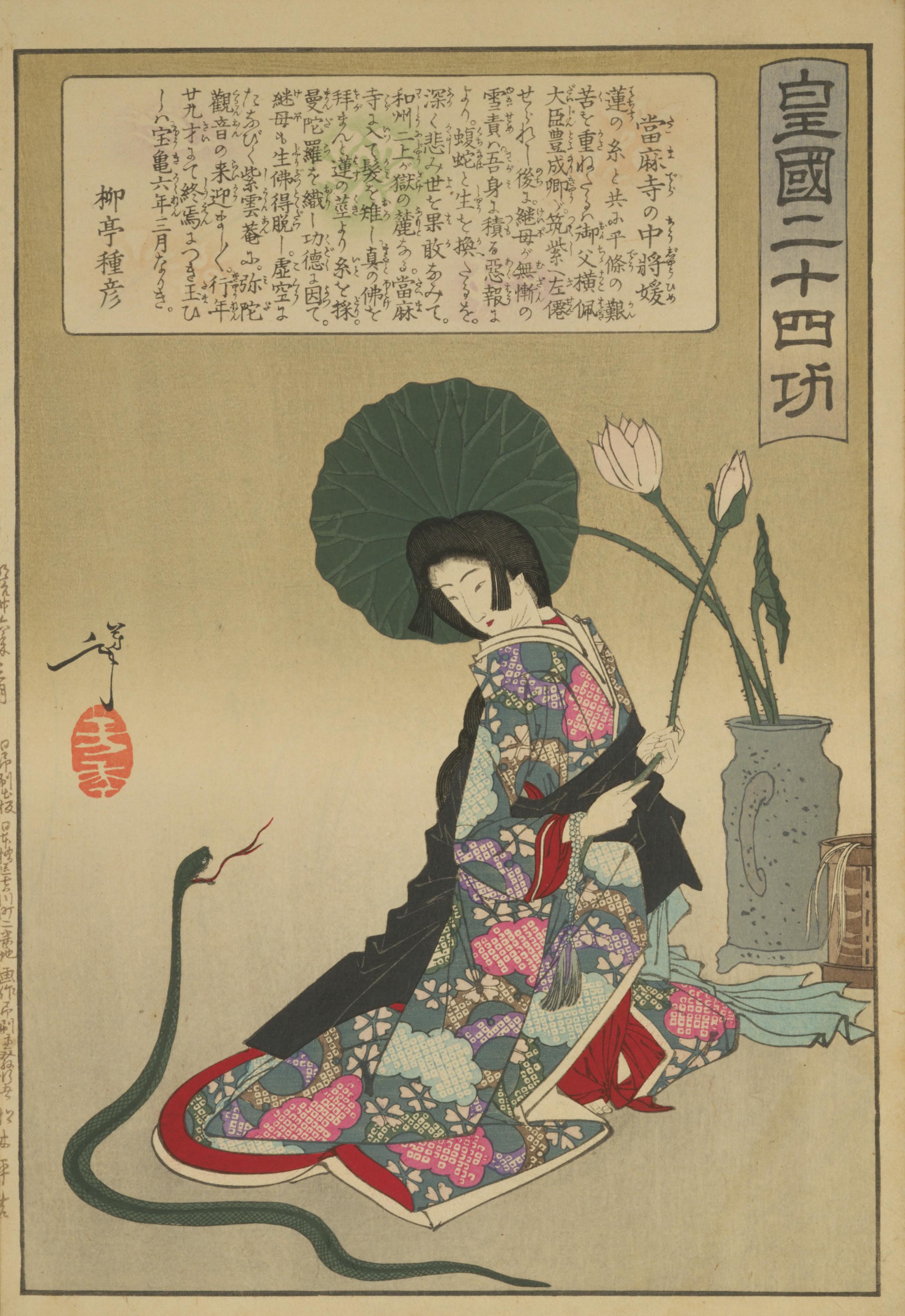
中將姫（『皇國二十四功』）

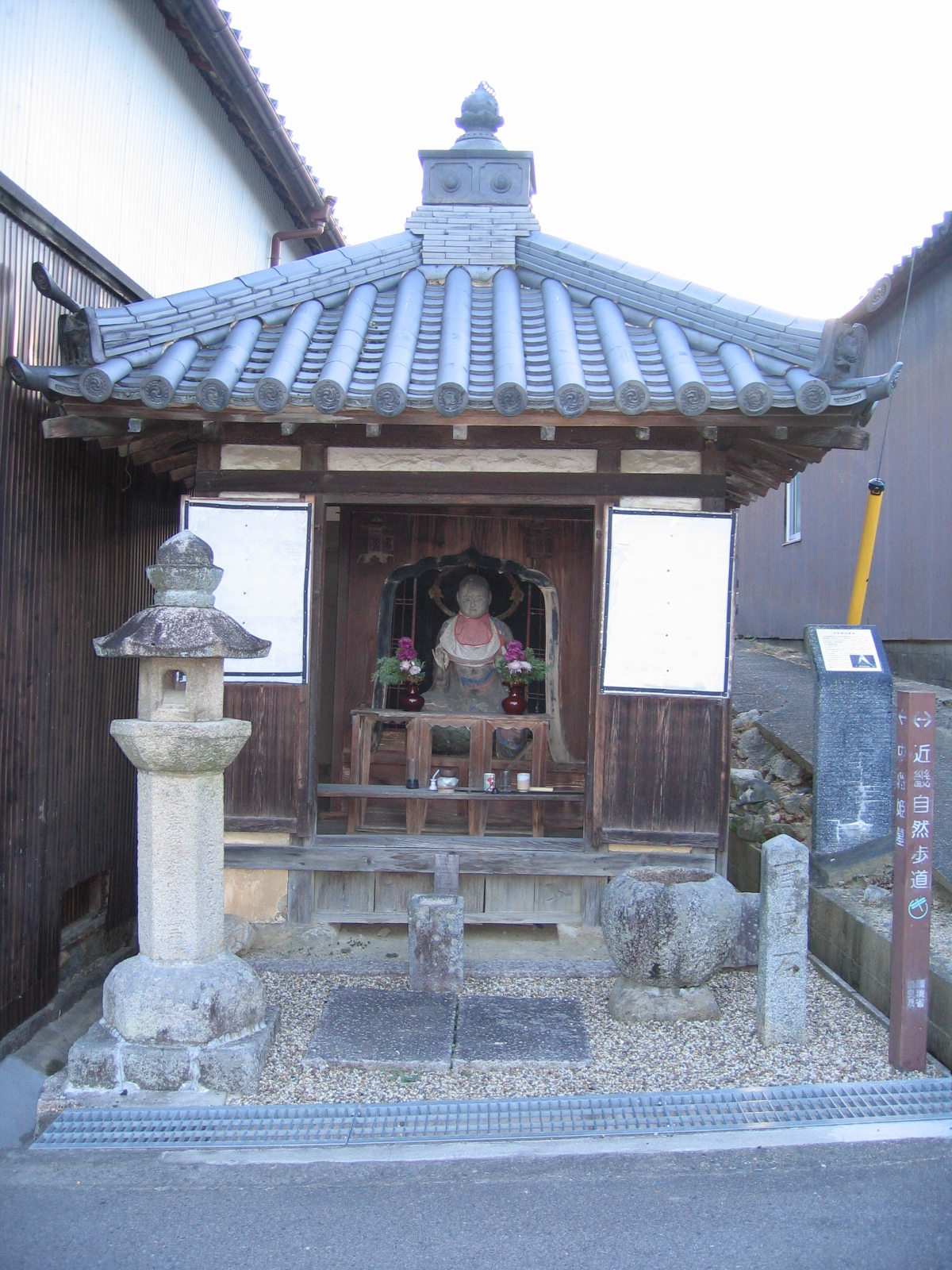
中將姬之墓

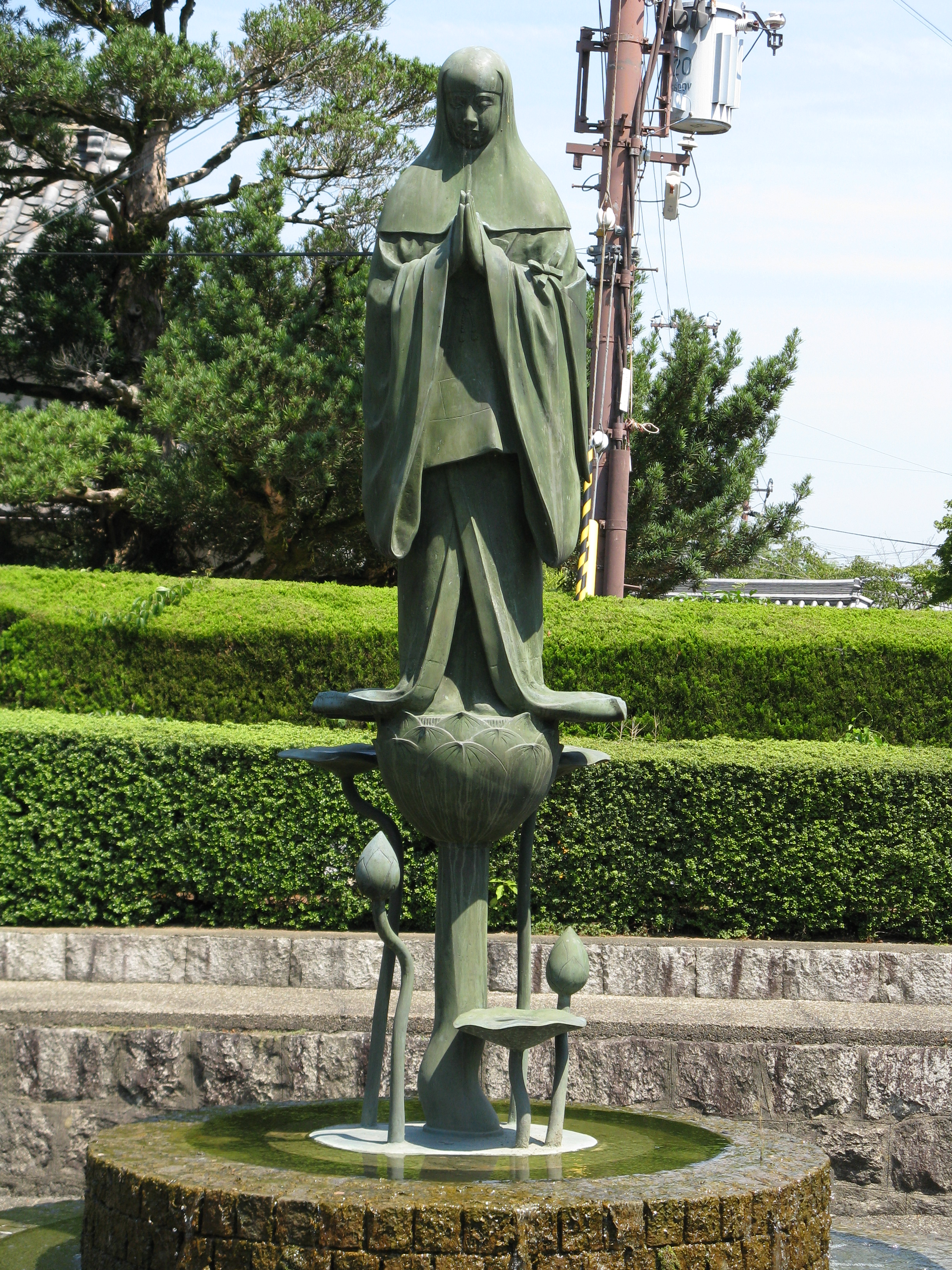
中將姬之像（當麻寺）

中將姫（日语：／ Chūjōhime */?、天平19年8月18日- 寶龜6年3月14日、747年9月30日—775年4月22日）是日本奈良县當麻寺所傳編織當麻曼荼羅的傳說人物。平安時代的長和・寬仁年間廣傳世間，成為各種戲曲的題材。

## 生涯
藤原鎌足曾孫、右大臣藤原豐成和紫之前（品澤親王之女）長年無子，向櫻井的長谷寺觀音祈願，得子中將姫。但是，紫之前在中將姫5歲時去世，7歲時，豐成娶橘諸房之女照夜之前為後妻。
中將姫才貌雙全，9歲時，受孝謙天皇所召，在百官之前彈琴，受到讚賞。卻被繼母妒恨，飽受虐待。
13歲時，以三位中將之位成為內侍。
14歲時，豐成前往諸國巡視，照夜之前命令家臣殺害中將姫。但是，家臣無法殺害不乞命只讀經祈願前往極樂淨土的中將姫。之後，逃到雲雀山的青蓮寺隱居。翌年，由豐成帶回家。中將姫完成1000卷的寫經。
天平寶字7年（763年），16歲時，淳仁天皇召入後宮，推辭後，入二上山的當麻寺為尼，授戒名稱法如，傳聞知名漢方湯藥〖中將湯〗就是在此時調配完成。
26歲，因長谷觀音之託，織當麻曼荼羅，得佛之助力，一夜之間完成以蓮絲編織的當麻曼荼羅（觀無量壽經之曼荼羅）。
寶龜6年（775年）春，29歲入滅，阿彌陀如来等二十五菩薩來迎，前往西方極樂淨土。

## 中將姫題材的作品
- 謠曲（能樂）『當麻』・『雲雀山』 : 世阿彌元清作。
- 淨瑠璃『當麻中將姫』 : 元祿9年（1696年）、近松門左衛門作。
- 文樂『鶊山姫捨松』 : 元文5年（1740年）、並木宗輔作。
- 節談說教『中將姫』
- 歌舞伎『中將姫當麻緣起』 : 明治17年（1884年）上演。『鶊山姫捨松』的改作增補。三代目河竹新七脚色。
- 歌舞伎『蓮華糸恋曼荼羅』 : 森山治男の作品。
- 小說 折口信夫（釋迢空）著『死者の書』
- 人形劇「死者の書」 : 川本喜八郎作。釋迢空小說的人形劇化。

## 關連項目
- 葛城市 - 當麻寺所在地
- 誕生寺 - 豐成館跡，中將姫誕生地。
- 奈良町
- 中將姫誓願櫻 - 願成寺境內之櫻。為婦人病平癒感謝而植。
- 中將湯